# Parobisium anagamidensis anagamidensis
Parobisium anagamidensis anagamidensis es una subespecie de arácnido del orden Pseudoscorpionida de la familia Neobisiidae.

## Distribución geográfica
Se encuentra en Japón.